# Обіймаючи Тревора
«Обіймаючи Тревора» (англ. Holding Trevor) — американська гей-драма 2008 року. Сценарій до фільму написав Брент Горскі, він же виконав у ньому головну роль.

## Сюжет
Гомосексуал Тревор знаходиться в глухому куті: він зовсім заплутався у хворих відносинах з коханцем-наркоманом Дарреллом і йому набридла низькооплачувана нецікава робота. Та ще вкрай набридли його колишні сусіди: подруга Енді і співак Джейк. Відвідуючи Даррелла в лікарні, який потрапив туди після чергового передозування наркотиками, Тревор знайомиться з амбітним інтерном-практикантом на ім'я Ефрам. Після того, як вони удвох проводять романтичний вечір, Тревор вирішує дещо поміняти в своєму житті: остаточно розірвати всі відносини з Дарреллом й помиритися з Джейком та Енді. І ось все тільки почало налагоджуватися, як приходить звістка, що Енді ВІЛ-інфікована. А трохи пізніше відбувається неприємна розмова на підвищених тонах Тревора з Дарреллом, свідками якого стають усі, хто був присутній на вечірці. Даррелл незабаром помирає від чергового передозування. Тревору про це повідомляє Ефрам, який намагається його втішити та підбадьорити. Ефраму запропонували нову і перспективну роботу в Нью-Йорку, він зізнається Тревору в коханні й пропонує поїхати з ним. Енді, тільки що оправилася від шокуючої звістки, благає Тревора не їхати. Тревору належить зробити складний вибір: влаштовувати своє власне життя з коханою людиною або залишитися з близьким і дорогим другом, простягнувши йому руку допомоги, в якій він так потребує.

## У ролях
- Брент Горскі — Тревор Голден
- Джей Бреннан — Джейк
- Мелісса Сірінг — Енді
- Крістофер Віллі — Даррелл
- Eлi Кранскі — Ефрам

## Саундтрек
У фільмі звучать такі музичні композиції:
- «Suburbia Floating»
- «Dark Delay»
- «Dirty Numbers»
- «Envelope Marked X»
- «Bypassed»
- «Stop»
- «Athletico»
- «Spanish Rumba»
- «Bolero del Sol»
- «Red Queen»
- «Beautiful Lies»
- «Running from the Sum»
- «Lower My Gun»
- «Far Too Deep»
- «Rewind»

Джей Бреннан виконує у фільмі власну пісню «Lower My Gun».